# إيكور

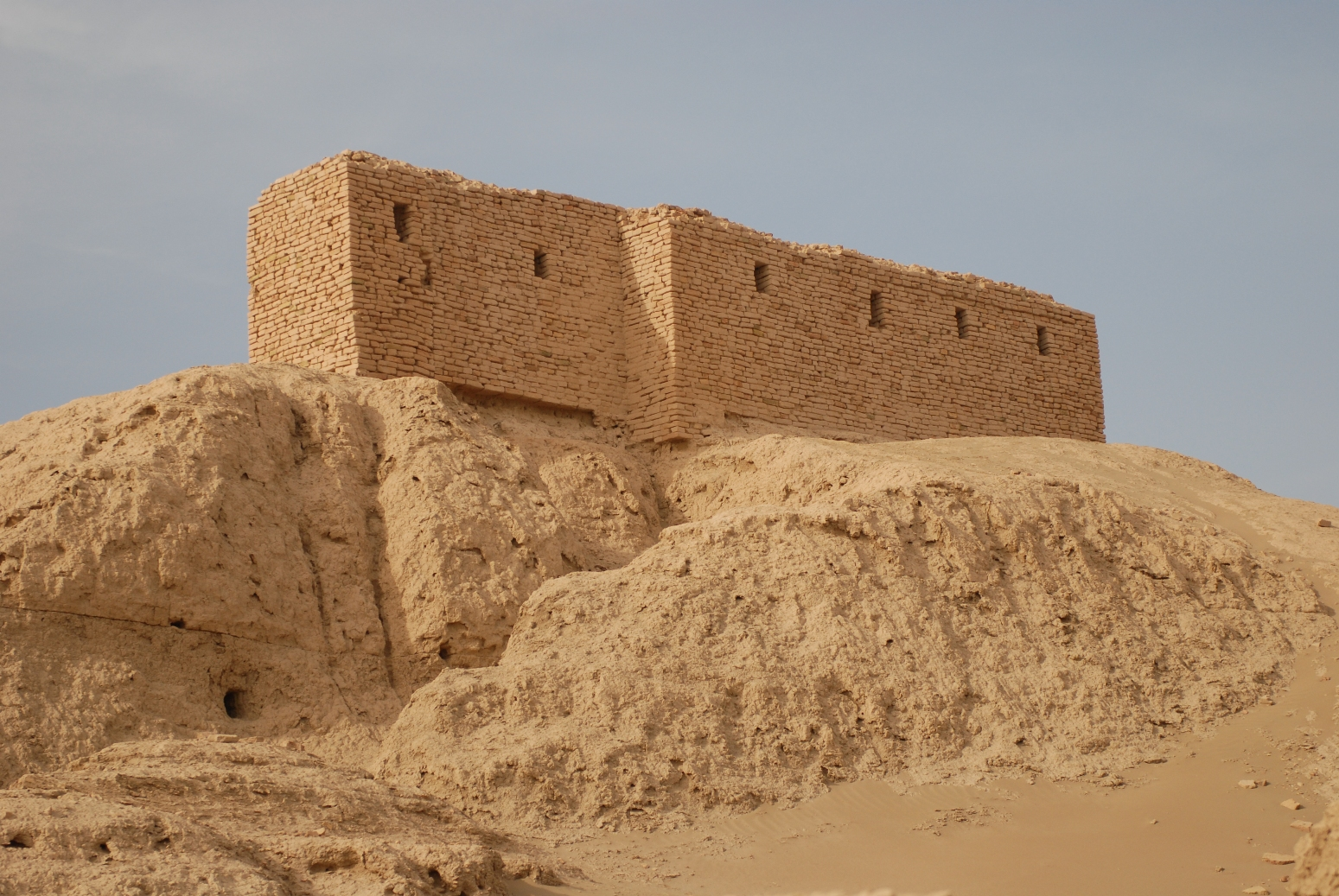
أنقاض منزل جبلي في نيبور

إيكور ، هو مصطلح سومري يعني «منزل جبلي». وهو تجمع الآلهة في حديقة الآلهة، ويوازي جبل أوليمبوس في الأساطير اليونانية، وكان المبنى الأكثر احتراماً وقدسية في سومر القديمة. 

## الأصل والمعنى
هناك ارتباط واضح بين الزقورات والبيوت الجبلية. حيث تلعب البيوت الجبلية دوراً معيناً في أساطير بلاد ما بين النهرين والديانة الآشورية البابلية، المرتبطة بآلهة مثل آنو وإنليل وإنكي ونينهورساج. ففي ترنيمة إنليل، يرتبط إيكور ارتباطًا وثيقًا بـ إنليل، بينما في أسطورة إنليل ونينليل هو منزل أنوناكي، حيث تم نفي إنليل. وصفت مرثية أور سقوط إيكور. في الأساطير، كانت إيكور مركز الأرض والموقع الذي اتحدت فيه السماء والأرض. تُعرف أيضًا باسم دورانكي ويُعرف أحد هياكلها باسم كي أور («المكان العظيم»). اقترح بيوتر ميشالوفسكي أيضاً إنامتيلا ليكون جزءًا من إيكور. ترنيمة لنانا توضح العلاقة الوثيقة بين المعابد والمنازل والجبال. «في بيتك في الأعالي ، في بيتك الحبيب، سآتي لأعيش، يا نانا، فوق جبلك المعطر بأرز الأرز».
يسجل نقش تومال أول ملك بنى معبداً لإنليل باسم إين مي باراكي سي، سلف جلجامش، حوالي 2500 قبل الميلاد. يرتبط إيكور بشكل عام بمعبد نيبور الذي تم ترميمه بواسطة نارام سين وشار كالي شاري خلال عصر الإمبراطورية الأكدية. وهو أيضاً الاسم الأخير لمعبد آشور الذي أعاد شلمنصر الأول بناءه. يمكن أن تشير الكلمة أيضاً إلى مصلى إنليل في معبد ننماخ بنيبور. كما أنه مذكور في نقش القدّاس كمعبداً لإنليل بني «خارج بابل»، ربما يشير إلى إنامتيلا في غرب بابل.  يتم استخدامه كجزء من عبارات السومرية مثل أي-كور-إگي-گال ؛ «منزل، جبل موهوب بالبصر»، إي-كور-إگي-بار-را ؛ وتعني «بيت، الجبل الذي يرى»، وكذاك إي-كور-ماه ؛ وتعني «بيت، الجبل العظيم»، إي-كور-ماه هو معبد نينازو، و إي-كور-مي-سيكيل ؛ وهو «منزل، جبل ميس النقي (قوانين أو أحكام)» - ملاذ عشتار، أما إي-كور-نام-تي-لا ؛ فهو «بيت، جبل الحياة»، إي-كور-ني-زو ؛ هو «منزل، الجكبل المخيف» - ملاذ نينليل في «هورساج -كالا-ما» (ومن المحتمل أن يكون الاسم لاحقًا لـ إي-هورساج-كالا-ما)، إلخ. 
كان يُنظر إلى إي-كور على أنه مكان للحكم والمكان الذي تصدر منه قوانين إنليل الإلهية. وتم الإشادة بالآداب والقيم الأخلاقية التي كانت متبعة في هذا الموقع في الأساطير القديمة، والتي رأى صموئيل نوح كرامر أنها جعلته الأكثر توجهاً من حيث الأخلاق في الشرق الأدنى القديم بأكمله. وتوصف طقوسه أيضاً على أنها: «الولائم والأعياد التي يتم الاحتفال بها من شروق الشمس إلى غروبها» مع «المهرجانات المليئة بالحليب والقشدة، وهي مغرية ومليئة بالبهجة». ويوصف كهنة إيكور بأنهم كبار الكهنة، وأطلق على مساعد الكهنة اسم «لاغار» ، و«ميوس» هو قائد التعويذات والصلوات، و «جودا» هو الكاهن المسؤول عن الزخرفة. وكان الملك يقدِّم الذبائح والأطعمة، ويوصف بـ «الراعي الأمين» أو «الفلاح النبيل».

## مجمع إيكور
تضمن الهيكل المادي لـ«إيكور» الأضرحة والمخازن حيث كان الناس يقدمون فيها القرابين. وشملت هذه الأضرحة نينليل زوجة إنليل (غرفتها، وتعرف باسم غاغيسوا وهو المكان الذي عاشوا فيه بسعادة معاً) وأبناؤهم نانا ونينورتا جنبا إلى جنب مع منزل وزيره نوسكا وعشيقته سوزيانا. وتُظهر أوصاف هذه المواقع الهياكل المادية حول إيكور، بما في ذلك قاعة اجتماعات، وكوخ للمحاريث، ودرج مرتفع أعلى تلة من «بيت الظلام» الذي يعتبره البعض سجنًا أو فجوة. كما احتوت على بوابات مختلفة مثل البوابة «حيث لم يتم قطع الحبوب» و «البوابة العالية» و «بوابة السلام» و «بوابة الحكم»، كما كانت بها قنوات تصريف. تم ذكر مواقع أخرى مثل «كيكونا» متعدد الطوابق، من بين مواقع أخرى ثبت أنها غير مفهومة، حتى للعلماء المعاصرين.
اشتهرت إيكور بإثارة الخوف والرهبة والرعب والذعر لدى الناس، خاصة بين الأشرار والجاهلين. أعتبر كرامر أن مجمع إيكور ربما يكون قد اشتمل على زنزانة بدائية للعالم السفلي أو «بيت الرثاء» حيث يتم إرسال الملعونين اليها بعد الحكم عليهم. كانت نونجال هي الإلهة السومرية التي حصلت على لقب «ملكة إيكور». تصف ترنيمة نونجال في إيكور الجانب المظلم للمجمع مع المنزل الذي «يفحص عن كثب كلاً من الصالحين والأشرار ولا يسمح للأشرار بالهروب». يوصف هذا المنزل بأنه يحتوي على «نهر من المحنة» يؤدي إلى «فم الكارثة» من خلال قفل ومزلاج. مزيد من الأوصاف لمكوناته الهيكلية معطاة بما في ذلك الأساسات، والأبواب، والبوابة المخيفة، والعمارة، وهيكل مدعوم يسمى «دوبلا» وقبو مهيب، وكلها موصوفة باستعارات مرعبة. تشير الترنيمة أيضاً إلى «بيت الحياة» حيث يتم إعادة تأهيل المذنبين وإعادتهم إلى آلهتهم من خلال شفقة نونجال، التي تحمل «لوح الحياة». 
يتم تذكر تدمير وسقوط هذه الهياكل المختلفة في العديد من مرثيات المدينة، التي دمرت إما بفعل عاصفة كبيرة، أو فيضان أو من قبل اعداؤها العيلاميين، السوبارتيين، الجوتيين وبعض الشعوب غير المعروفة حتى الآن. كما تم تسجيل الأعمال الرهيبة للتدمير النهائي لإيكور وشرائعها الإلهية من قبل سرجون الكبير ضد شعبه في حوالي 2300 قبل الميلاد. يصف كتاب اللعنة الأكدية الشيء نفسه الذي حدث على يد نارام سين «إنليل، لأن حبيبته إيكور قد تعرضت للهجوم، ما الدمار الذي أحدثه». تحطمت الأساسات بمحاور كبيرة وتعطل مجاريها المائية وهدمت «بوابة السلام» واندلعت الحروب في كل الأرض واحترقت التماثيل وجرفت الثروة. هناك مجموعة من الأدلة تظهر أن نارام سين أعاد بناء إيكور بدلاً من ذلك، على الأرجح في مشروع بناء واحد استمر في عهد ابنه شار كالي شري، مما يشير إلى تدميره خلال غارات جوتيان. لوحظ أن تماثيل الملوك السرجونيين كانت لا تزال تكرم هناك خلال عهد سلالة أور الثالثة. تم إعادة ترميم إيكور في وقت لاحق من قبل الملك أور نمو حوالي عام 2050 قبل الميلاد وكذلك في عهد الملك إشمي داغان حوالي عام 1950 قبل الميلاد، مما جعله يعطر مرة أخرى بالبخور «مثل غابة الأرز العطرة». كما تم العثور على أدلة على مزيد من أعمال البناء في عهد الملك أغوم الثاني. تم إجراء ترميم آخر في نيبور من قبل الملك الآشوري البابلي "أسرحدون" بين عامي 681 و 669 قبل الميلاد.
تشير ترنيمة إلى أور نينورتا إلى بروز شجرة في فناء إيكور، تذكرنا بشجرة الحياة في جنة عدن: «الأرز المختار، زينة ساحة إيكور، أور نينورتا، لظلك قد يكون البلد أشعر بالرهبة!». يري ج. ويندجرين هذا لتعكس مفهوم الشجرة كرمز أسطوري وطقسي لكل من الملك والإله.

## أرشيف إيكور

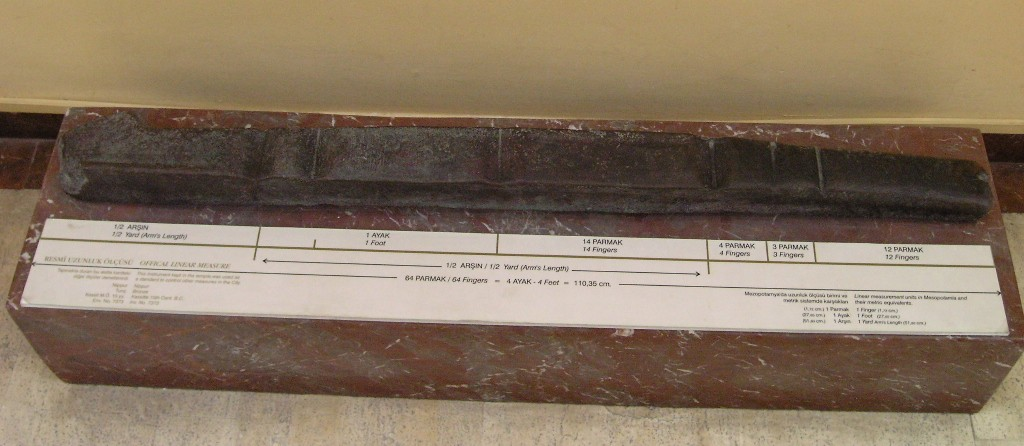
ذراع نيبور ، عينة متدرجة من مقياس قديم من نيبور ، بلاد ما بين النهرين (الألفية الثالثة قبل الميلاد) - معروضة في المتحف الأثري في اسطنبول (تركيا).

تم توثيق مشروع إعادة الإعمار في إيكور في أرشيف إيكور. تم العثور على عدد من الأجهزة اللوحية الإدارية أسفل منصة Ur Gur أو مستوى الرصيف. تم العثور على هذه بواسطة بعثة من جامعة بنسلفانيا بين عامي 1889 و 1900، بقيادة جون بونيت بيترز، وجون هنري هاينز، وهيرمان فولراث هيلبرخت. تُفصل الألواح عن سجلات أعمال البناء والمفروشات في المعبد خلال حكم نارام سين وشار كالي شاري. تصف هذه الألواح الجدران التي تحتوي على تماثيل لأربعة ثيران من الذهب. كان الفناء مرصوفًا بنمط من الآجر الأحمر والأصفر. تم تزيين المدخل الرئيسي لـ Ekur بشكلين من النحاس اللامو بوجوه ذهبية. كانت هذه الشخصيات الغامضة تحمل شعار - أعمدة على كلا الجانبين. كان هناك شخصان من تنانين نحاسية كبيرة مجنحة تحرس البوابة، وأفواههما الصاخبة مطعمة بالذهب. كانت الأبواب مرصعة بالنحاس والذهب بمسامير ثقيلة تشبه التنانين أو جاموس الماء. من المحتمل أن يكون التصميم الداخلي مميزاً بزخارف خشبية رائعة منحوتة وألواح وأثاث. كان للأضرحة الداخلية أبواب، تم بناؤها أيضاً بأشكال اللاحم ذات الوجه الذهبي على الجانبين جنباً إلى جنب مع عدد من التماثيل النذرية المطلية بالذهب. تم استخدام حوالي تسعة وعشرين كيلوغراماً من الذهب في صنع مائة هلال قمر ومائة قرص شمسي في الزخرفة. تم استخدام مائتي كيلوغرام من الفضة في بناء ضريح واحد. لم يتم العثور على أي سجلات للزينة الشخصية أو المجوهرات في إيكور.
تم استخدام ما مجموعه سبعة وسبعين نجاراً في فرق مكونة من 11 نجاراً تحت سبعة رؤساء عمال وأربعة وخمسين نجاراً تحت ثلاثة رؤساء عمال. تم توظيف ستة وثمانين صائغًا تحت ستة رؤساء عمال مع عشرة نحاتين. تشير الكميات الهائلة من البرونز إلى وجود ما يصل إلى مائتي حداد تحت خمسة عشر من رؤساء العمال وعدد غير معروف من النقاشين تحت ثلاثة رؤساء عمال. يعد أرشيف إيكور شهادة على قوة وثروة الإمبراطورية الأكادية مع الحرفيين القادمين من جميع أنحاء الأرض للمشاركة تحت إشراف الحرفي الرئيسي و «وزير الأشغال العامة» للملك. تم اقتراح أن يتم التصنيع في كل من المعبد والورشة الخاصة (تم تصوير قضيب القياس ذراع نيبور). دفعت روعة التصاميم والزخارف. يذهب «آج ويستنهولز» إلى تشبيه هذا الملاذ الروحي للإمبراطورية السومرية مع الإمبراطورية الرومانية بالفاتيكان للعالم الكاثوليكي الروماني. تم تعيين المسؤول الإداري الرئيسي لإيكور الذي أطلق عليه اسم «سانجا» من قبل الملك وكان له مكانة خاصة في نيبور وتشير نقوش الملوك النذرية إلى أنه شغل هذا المنصب منذ أوائل عصر الأسرات.

## علم الكونيات
ربط بيتر جنسن إيكور بالعالم السفلي في كتابه علم الكونيات البابلي "Die Kosmologie der Babylonier"، حيث ترجمها على أنها مستوطنة للشياطين. يظهر الموقع أيضاً في مرثية الصالح المتألم وأساطير أخرى كمنزل للشياطين الذين يخرجون إلى الأرض. لاحظ واين هورويتز أنه في أي من النصوص ثنائية اللغة لا يبدو أن الشياطين «تتجه للأعلى» ولكن «للخارج»، على عكس ما كان متوقعًا إذا أشارت إيكور إلى مفاهيم لاحقة مثل شيول وهاديس والجحيم، والتي كانت يعتقد أنها تقع تحت سطح الأرض. ناقش موريس جاسترو مكان إيكور في علم الكونيات السومري، «اسم آخر يحدد علاقة أبزو بالعالم هو إيكور أو» بيت الجبل «للموتى. إيكور هو أحد أسماء الأرض، ولكن يتم تطبيقه بشكل خاص على ذلك الجزء من الجبل، المعروف أيضًا باسم إي -خار-ساغ-كوركوا» بيت جبل كل الأراضي«حيث ولدت الآلهة. قبل تطوير النظرة التأملية اللاحقة، والتي بموجبها يكون للآلهة، أو لمعظمهم، مقاعدهم في الجنة، كان من المفترض أيضاً أن تسكن الآلهة على هذا الجبل. ومن ثم أصبح إكور أيضاً أحد أسماء المعبد كمقر للإله».